# Female Agents – Geheimkommando Phoenix
Female Agents – Geheimkommando Phoenix (Originaltitel: Les femmes de l’ombre, dt.: „Die Frauen des Schatten“) ist ein französischer Historienthriller von Jean-Paul Salomé aus dem Jahr 2008. Der internationale englischsprachige Titel ist Female Agents.
Europapremiere des Films war am 5. März 2008 in Belgien. In Deutschland kam der Film nicht in die Kinos, sondern wurde nur auf DVD und Blu-ray veröffentlicht. Die von Sophie Marceau gespielte Rolle der Louise Desfontaines ist der ursprünglich aus Mauritius stammenden SOE-Agentin Lise de Baissac (1905–2004) nachempfunden.

## Handlung
Frankreich, im Frühjahr 1944: Die Invasion der Alliierten in der Normandie steht unmittelbar bevor. Während der Vorbereitungen zur Operation „Phoenix“ untersucht ein britischer Geologe an der französischen Küste den Strand und wird von einem Soldaten der Wehrmacht überrascht. Der Brite erschießt ihn und bemächtigt sich dessen Uniform. Später gerät er in einen Luftangriff der Royal Air Force und wird verletzt. Die Deutschen sind sich jedoch seiner wahren Identität nicht bewusst und bringen ihn in das Schloss Saint-Germain-en-Laye, das als Lazarett dient. Um die Invasionspläne nicht zu gefährden, wird in London von der britischen Widerstandsbewegung SOE ein Partisanenkommando um die ehemalige Krankenschwester und Agentin Louise Desfontaines zusammengestellt, die kürzlich im Einsatz ihren Ehemann verloren hat. Diesem schließt sich die junge und im Außendienst unerfahrene Sprengstoffexpertin Gaëlle Lemenech an, während die wegen Mordes verurteilte Prostituierte Jeanne Faussier und die naive Tänzerin Suzy Desprez zwangsverpflichtet werden. Suzy hatte in Paris eine Affäre zum SS-Standartenführer Karl Heindrich unterhalten, der eine Landung in der Normandie erahnt, jedoch keine Beweise für seine Vermutung aufbringen kann. Die Leitung der Gruppe übernimmt Desfontaines Bruder Pierre.
Während sich der britische Geologe aufgrund seines Englischs im Krankenhaus verrät und daraufhin gefoltert wird, springt das Partisanenkommando per Fallschirm über Frankreich ab. Als Krankenschwestern beziehungsweise Tänzerinnen verkleidet, gelingt den Frauen der Zutritt zum Krankenhaus und die Befreiung des schwer verletzten Geologen. Ein Mordanschlag von Louise auf Heindrich schlägt dabei fehl. Daraufhin wird die Gruppe erneut auf Heindrich angesetzt und nach Paris geschickt, wo diese von der italienisch-jüdischen Agentin Maria unterstützt wird. Pierre und Gaëlle werden jedoch von den Deutschen gefangen genommen, woraufhin die junge Agentin aus Angst vor der Folter wichtige Informationen preisgibt. Ein weiterer Mordanschlag auf Heindrich mit Hilfe von Maria, Suzy und Jeanne in der Pariser Métro ist ebenso erfolglos – Maria wird getötet und Louise fällt in die Hände der Deutschen.
Mit Hilfe der Giftkapsel von Louise nimmt sich Gaëlle in Gefangenschaft das Leben. Währenddessen planen Jeanne und Suzy mit Hilfe eines Bekannten von Heindrich erneut eine tödliche Falle – Suzy soll den SS-Standartenführer in ihrem ehemaligen Hotelzimmer verführen und dann erschießen. Auch dieser Mordanschlag scheitert und Heindrich erschießt stattdessen seine ehemalige Geliebte. Verärgert über die Rekrutierung von Suzy, für die er immer noch etwas empfand, zieht Heindrich das Pierre gegebene Versprechen zurück, die gefolterte Louise vor der Deportation zu bewahren. Pierre, der im Gegenzug wichtige Informationen preisgegeben hatte, nimmt sich daraufhin mit einem erbeuteten Messer das Leben. Louise kann auf einem Gefangenentransport von Jeanne und weiteren Helfern befreit werden. Sie hat aufgrund der Folter das ungeborene Kind ihres verstorbenen Mannes verloren. Gemeinsam mit Jeanne plant Louise einen letzten Anschlag auf Heindrich bei der Abfahrt des Deutschen mit dem Zug aus Paris. Während Jeanne zur Ablenkung einen deutschen Soldaten erschießt und gefangen genommen wird, gelingt es Louise auf dem Bahnhof im Tumult den SS-Oberst zu erschießen und zu entkommen.
Durch Heindrichs Tod bleiben den Deutschen Informationen über die Operation „Phoenix“ verwehrt und den Alliierten gelingt mit schwimmenden künstlichen Betonkästen, den Phoenix genannten Elementen der künstlichen Häfen (Mulberrys) vor der frz. Küste, die Invasion über den Ärmelkanal. Als Krankenschwester in London erlebt Louise die Kapitulation der Deutschen mit. Wenig später findet sie heraus, dass Jeanne in einem Konzentrationslager getötet wurde. Als einzige Überlebende des Partisanenkommandos führt Louise einen früher geäußerten Wunsch der gläubigen Katholikin Gaëlle aus und entzündet in einer Kirche unter einem gemeinsamen Foto für sie vier Kerzen.

## Widmung
Im Abspann werden die weiteren Lebensdaten zur Rolle der Louise Desfontaines mitgeteilt. Dabei werden die Angaben zu der wirklich lebenden Lise de Baissac (1905–2004) verwendet. Es heißt weiter, dass der Film der Erinnerung an all jene Frauen gewidmet wird, die für Frankreichs Befreiung gekämpft haben.
- Dazu siehe auch den Artikel: Frauen in der Résistance

## Hintergrund
Einem Budget von etwa 17 Mio. Euro stehen Gesamteinnahmen in Höhe von rund 7,2 Mio. Dollar gegenüber. Die Produktion erreichte in Frankreich über 865.000 Kinozuschauer.

### Historische Ungenauigkeiten
- Der Film porträtiert Ereignisse, die zu dem D-Day führen. Das Flugzeug, das die Gruppe in Frankreich mit dem Fallschirm absetzt, zeigt bereits Invasionsstreifen, die die alliierten Flugzeuge zum Zeitpunkt der D-Day-Landungen aufwiesen, um die Erkennung zu erleichtern, siehe auch: Operation Overlord
- Die Szene im Holloway Gefängnis, wo die Mörderin zur Mission rekrutiert wird, zeigt den Blick auf einen Hof, auf dem ein Schafott aufgestellt wird. Die Todesstrafe in Großbritannien wurde zu diesem Zeitpunkt in einem Raum neben der Zelle der Verurteilten vollstreckt. Um ihnen die Angst zu ersparen, waren Gefangene sich nicht bewusst, wo der Galgen aufgestellt war.
- Bars in England werden durch ihren beschreibenden Namen genannt, Beispiel: The Nags Head, nicht: The Nags Head Pub.
- Das Vereinigte Königreich hat keine Royal Academy of London, obwohl es mehrere andere Royal Academies gibt (welche sind: Künste, Musik, Tanz, Ballett, Oper).
- Die grundlegende Prämisse des Films, dass ein Geologe nach Frankreich geschickt wurde, um den Sandstrand zu erkunden, dürfte fiktiv sein. Bekannt ist, dass englische Taucher nachts am Strand landeten, um Proben zu nehmen. Für Zivilisten dürfte es keine Möglichkeit eines Zugangs zu den Stränden der Normandie gegeben haben, da sie schwer bewacht wurden.
- Der SD-Offizier Heindrich wird fälschlich als „Oberst“ bezeichnet, obwohl in der SS, zu der der SD gehörte, die Bezeichnung „Standartenführer“ verwendet wurde. Er trägt an seiner Uniform die normalen Schulterstücke der Waffen-SS, statt die grün unterlegten der Schutzpolizei, was der Praxis zumindest bei den Mannschafts- und Unteroffiziersdienstgraden des SD zu Ende des Zweiten Weltkriegs nicht entspricht.

## Kritik

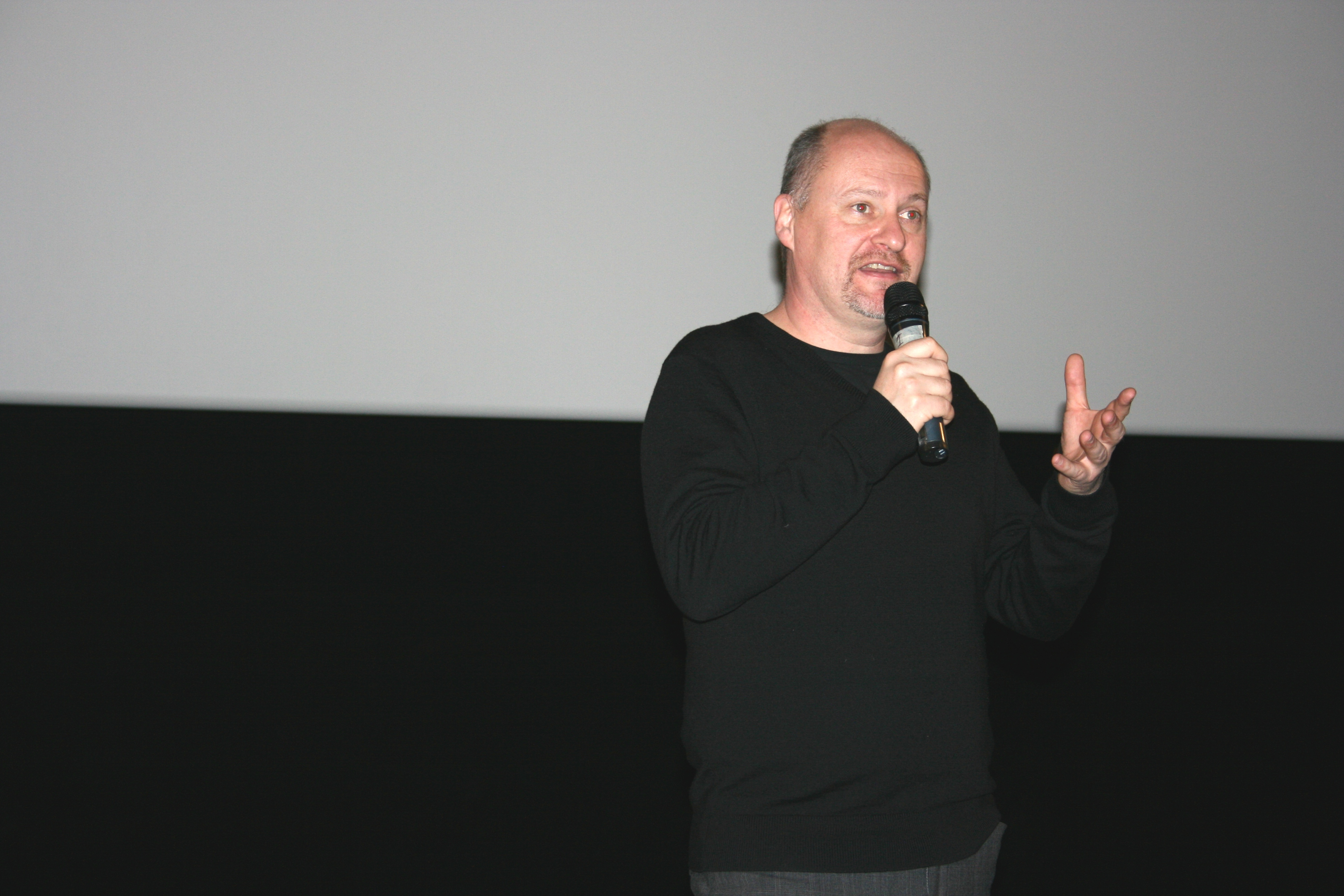
Regisseur Jean-Paul Salomé bei der Pariser Premiere des Films im UGC Ciné Cité Les Halles (Frühjahr 2008)

Die französische Tageszeitung Le Monde kritisierte die historische Ungenauigkeit des Films, der Ken Folletts Buch Die Leopardin ähnle. Nie seien Frauen des SOE gemeinsam zu einer Operation verpflichtet worden. Die Art wie das Partisanenkommando zusammengestellt werde, unter anderem durch Lügen und Erpressung, werfe „einen Misskredit auf den Heroismus jener, die sich zum Kampf verpflichteten“, der in der Regel freiwillig war. Historiker würden diesen „fantastischen Einfallsreichtum“ zu schätzen wissen, dennoch überzeuge der Film trotz der Leistungen von Julie Depardieu und Maya Sansa nicht. Gaëlles Selbstmordszene grenze ans Lächerliche.
Die Berliner Zeitung wies in ihrer Kritik zur Erscheinung der deutschen Kauf-DVD auf die Anhäufung von „Kolportage-Elementen, Klischees und Drehbuch-Kapriolen“ hin, die jedoch ein „stimmiges“, „zugegebenermaßen wildes Bild“ ergeben würden. Aufgrund der vier glamourös aussehenden Hauptdarstellerinnen erinnere der Film an ein B-Movie. Der französische Originaltitel (dt.: „Frauen im Schatten“) lehne sich an Jean-Pierre Melvilles bekannten Kriegsfilm Armee im Schatten (1969) an.

„Auf Ausstattung und Spannung setzendes Kriegs- und Agentendrama, das sich erfolgreich um eine Balance zwischen anspruchsvollem Unterhaltungskino und einer Würdigung der Nazi-Opfer bemüht.“

Die Welt schrieb zur Veröffentlichung auf DVD: „Obwohl der Film am Ende pathetisch den französischen Résistance-Kämpferinnen huldigt, ist er weniger ein Kriegsdrama denn ein auf Spannung getrimmter Thriller. Das hat er durchaus mit Operation: Walküre gemein.“